# Palma del Río
Palma del Río település Spanyolországban, Córdoba tartományban. Palma del Río Hornachuelos, Fuente Palmera, Peñaflor, Écija, Cañada Rosal, Fuentes de Andalucía, La Campana és Lora del Río községekkel határos. Lakosainak száma 20 546 fő (2024).

## Népesség
A település népessége az elmúlt években az alábbi módon változott:
| Lakosok száma | 19 389 | 20 030 | 20 640 | 21 588 | 21 537 | 21 582 | 21 241 | 21 064 | 20 910 | 20 546 |
|               | 2001   | 2004   | 2006   | 2009   | 2011   | 2014   | 2016   | 2019   | 2021   | 2024   |